# Tamerlan Tagziev
Tamerlan Tagziev (25 de septiembre de 1981) es un luchador de estilo libre canadiense de origen osetio. Participó en tres Campeonatos Mundiales, consiguiendo un 21.º puesto en 2013. Ganó una medalla de bronce en los Juegos Panamericanos de 2015. Subió al segundo escalón del podio en Campeonato Panamericano de 2013. Obtuvo la medalla de oro en los Juegos de la Mancomunidad de 2014.  